# Пульська довбанка
Пульська довбанка (англ. Poole Logboat) — дубовий човен-довбанка залізної доби, знайдений в 1964 році біля острова Грін-Айленд в гавані Пул-Гарбор біля міста Пул, Дорсет, Англія. Човну понад 2200 років, і за оцінками вуглецевого датування він був побудований приблизно в 200—300 роках до нашої ери, ймовірно, приблизно в 295 році до нашої ери.

## Опис
Судно залізної доби знайдене в 1964 році під час днопоглиблювальних робіт у гавані Пул-Гарбор. Після того, як його виявили, його зберігали у воді протягом 30 років, поки археологи вирішували його подальшу долю. Щоб замістити воду, якою просякла деревина, в середині 1990-х років його занурили в розчин сахарози і лише в 2005 році члени Йоркського археологічного товариства розпочали процес сушки човна, який зайняв більше року. Після консервації, човен виставили для огляду в Музеї міста Пул. У травні 2023 року човен перенесли на безпечне зберігання, поки музей на ремонті.
Пульська довбанка мала біля 10 м завдовжки і біля 1,5 м завширшки і є найбільшим човном-довбанкою, знайденим у Південній Англії. Човен описаний як один із найкращих зразків у Західній Європі. Як міжнародно значущий об'єкт, човен був повністю зафіксований у цифровому вигляді за допомогою 3D-сканування.
Конструкція човна складається з корпусу, видовбаного з одного дубового стовбура, який на кормі мав доданий дерев'яний транець, що кріпився в паз, видовбаний всередині корпуса човна. Човен має достатній ступінь остійності та морехідності. Дослідження показали, що надводний борт становить 0,76 м, і човен може витримати вагу до 18 осіб (вагою 60 кг кожна).